# Carlos Correia
Carlos Correia (Bissau, 6 novembre 1933 – 14 agosto 2021) è stato un politico guineense.
È stato Primo ministro della Guinea-Bissau per quattro volte: dal dicembre 1991 all'ottobre 1994, dal giugno 1997 al dicembre 1998, dall'agosto 2008 al gennaio 2009 e dal settembre 2015 al maggio 2016.